# Dzonot Carretero
Dzonot Carretero es una localidad perteneciente al municipio de Tizimín  en el estado mexicano de Yucatán. Se encuentra en la Zona Litoral Oriente o Región I del mismo estado.

## Toponimia
El vocablo Dzonot en lengua maya es traducido como Cenote.

## Datos históricos
La fecha de la fundación de Dzonot Carretero se desconoce; sin embargo, se sabe que el sitio que hoy ocupa formaba parte, en tiempos prehispánicos, de la provincia maya de los Cupules. Se sabe también que hacia el año 1550 el capitán Sebastián Burgos conquistó para la Corona Española el territorio en el que se ubica la población.

## Demografía
Según el censo de 2010 realizado por el INEGI, la población de la localidad era de 2184 habitantes.